# Snurom Kro

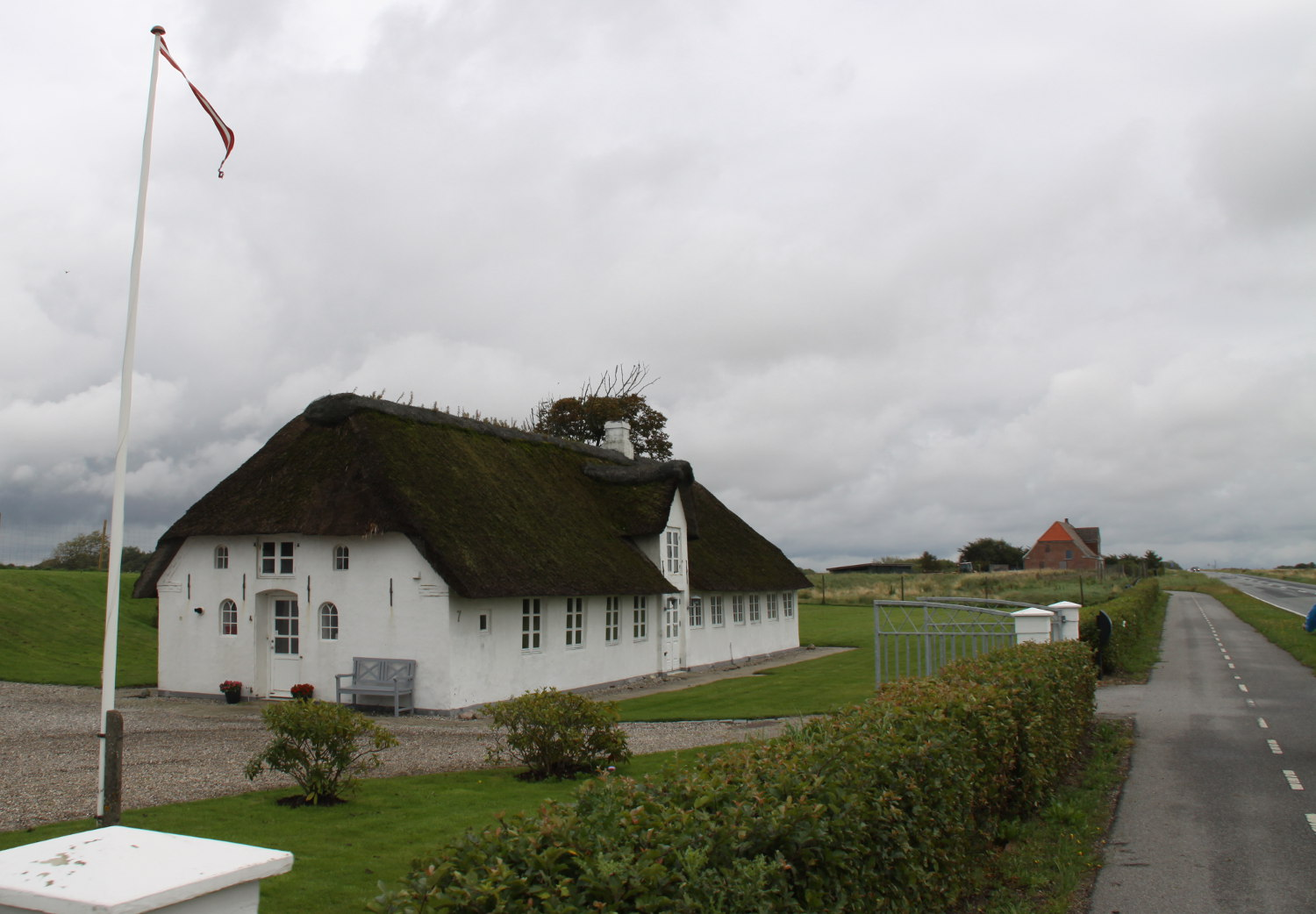
Snurom Kro

Snurom Kro ist eine ehemalige Gaststätte (dänisch Kro) in Dänemark.

## Lage und Geschichte
Der ehemalige Snurom Kro liegt etwa zwei Kilometer westlich der dänischen Stadt Højer an der Landstraße zwischen Højer und Tønder in Sønderjylland.
Das Gasthaus (beziehungsweise der Krug) wurde 1828 am Snøromdiget (deutsch Snøromdeich) gebaut, der Sturmfluten von Højer Kog nordwärts verhindern sollte. Es war ein Treffpunkt für Reisende, Ortsbewohner und Handwerker.
Das Gasthaus wurde 1916 geschlossen und ist seither ein Wohngebäude. In den letzten Jahren wurde es renoviert.